# Borczysko
Borczysko est une localité polonaise de la gmina rurale de Gołuchów, située dans le powiat de Pleszew en voïvodie de Grande-Pologne. Elle se trouve à environ 11 kilomètres à l'est de Pleszew et 93 km au sud-est de Poznań, la capitale régionale. 

## Géographie

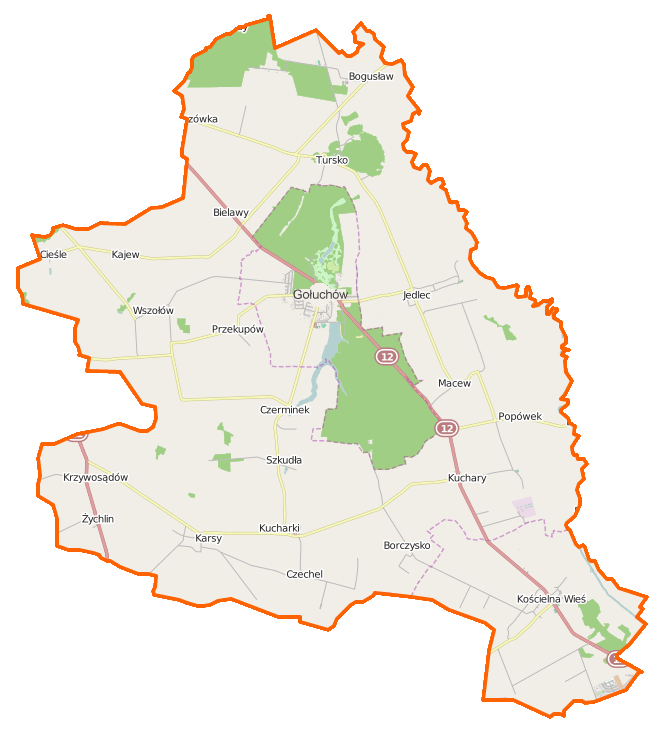
Carte de la gmina de Gołuchów.